# Jorunna
Jorunna – rodzaj morskich ślimaków z rzędu nagoskrzelnych i rodziny Discodorididae. 
Należące tu ślimaki mają wydłużone, owalne w zarysie ciało. Występujące na jego grzbietowej powierzchni brodawki (łac. caryophyllidia) są wysokie i cechują się długimi, stożkowatymi nasadami oraz wierzchołkiem z małym, zaokrąglonym, orzęsionym guzkiem otoczonym przez długie spikule. Na słabo wyodrębnionej części głowowej osadzone są czułki gębowe oraz rinofory. Z tyłu wierzchniej strony ciała leży otwór odbytowy otoczony wieńcem skrzeli wtórnych, których listki są jedno-, dwu- lub trójpierzaste. Osłonki rinoforów oraz skrzeli są niskie. Warga górna zaopatrzona może być w elementy szczęk lub mieć gładki oskórek. Tarka ma zwykle haczykowate wewnętrzne i środkowe zęby lateralne w półrzędach, natomiast zewnętrzne zęby lateralne mogą być gładkie lub grzebieniaste. Narządy rozrodcze charakteryzują się masywną, podzieloną na dwie sekcje prostatą, dużym gruczołem dodatkowym z kolcem kopulacyjnym, nieuzbrojoną waginą oraz zwykle nieuzbrojonym, a rzadziej zaopatrzonym w haczyki prąciem.
Przedstawiciele rodzaju występują w Oceanie Atlantyckim, Indyjskim oraz zachodnim, środkowym i wschodnim Oceanie Spokojnym.
Rodzaj ten wprowadzony został w 1876 roku przez Rudolpha Bergha wraz z rodzajem Kentrodoris, zsynonimizowanym z Jorunna w 2001 przez Ángela Valdésa, który jako pierwszy umieścił go w Discodorididae.

## Podział systematyczny
Do rodzaju Jorunna należą następujące gatunki:

- Jorunna alisonae Ev. Marcus, 1976
- Jorunna artsdatabankia Neuhaus, Rauch, Bakken, Picton, Pola & Malaquias, 2021
- Jorunna coloradilla Ortea & Moro, 2016
- Jorunna daoulasi Innabi, Stout & Á. Valdés, 2023
- Jorunna davidbowieii Ortea & Moro, 2016
- Jorunna efe Ortea & Moro, 2014
- Jorunna evansi (Eliot, 1906)
- Jorunna funebris (Kelaart, 1859)
- Jorunna ghanensis Edmunds, 2011
- Jorunna glandulosa Edmunds, 2011
- Jorunna hartleyi (Burn, 1958)
- Jorunna hervei Innabi, Stout & Á. Valdés, 2023
- Jorunna labialis (Eliot, 1908)
- Jorunna liviae Tibiriçá, Strömvoll & Cervera, 2023
- Jorunna onubensis Cervera, Garcia-Gomez & Garcia, 1986
- Jorunna osae Camacho-Garcia & Gosliner, 2008
- Jorunna pantherina (Angas, 1864)
- Jorunna pardus Behrens & Henderson, 1981
- Jorunna parva (Baba, 1938)
- Jorunna ramicola M.C. Miller, 1996
- Jorunna rubescens (Bergh, 1876)
- Jorunna spazzola (Er. Marcus, 1955)
- Jorunna spongiosa Alvim & Pimenta, 2013
- Jorunna tempisquensis Camacho-Garcia & Gosliner, 2008
- Jorunna tomentosa (Cuvier, 1804)

## Galeria

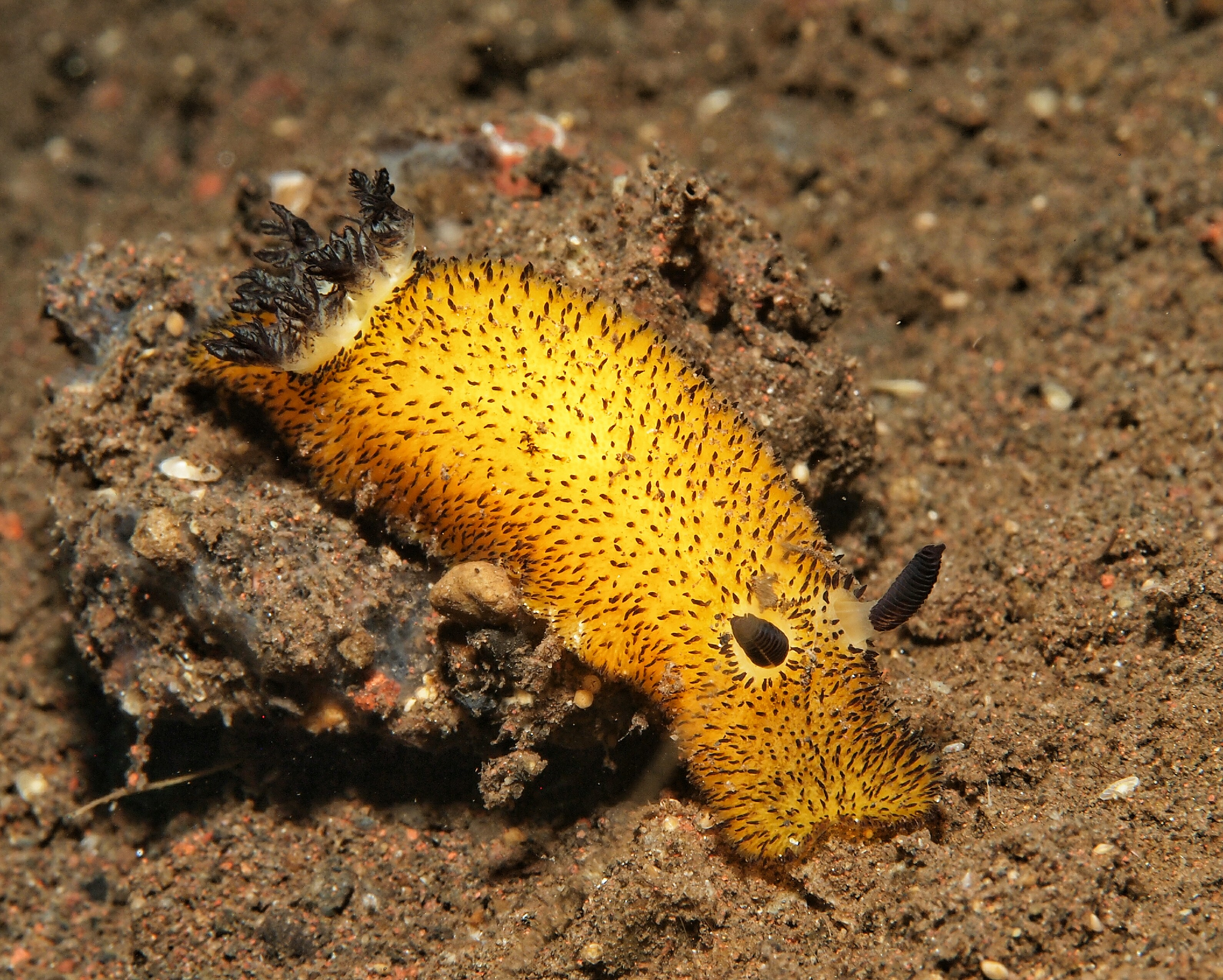
Jorunna parva
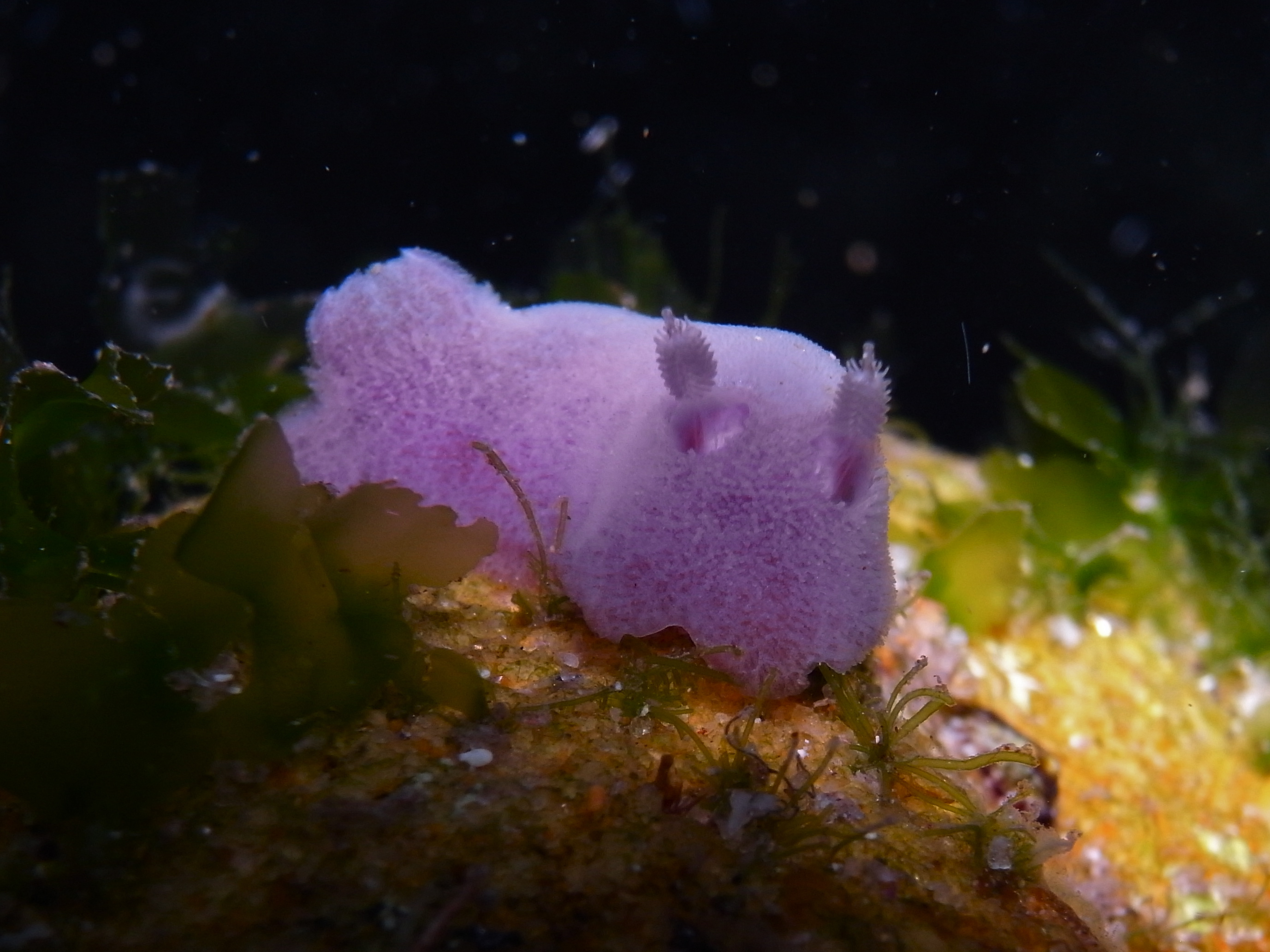
Nieoznaczony gatunek
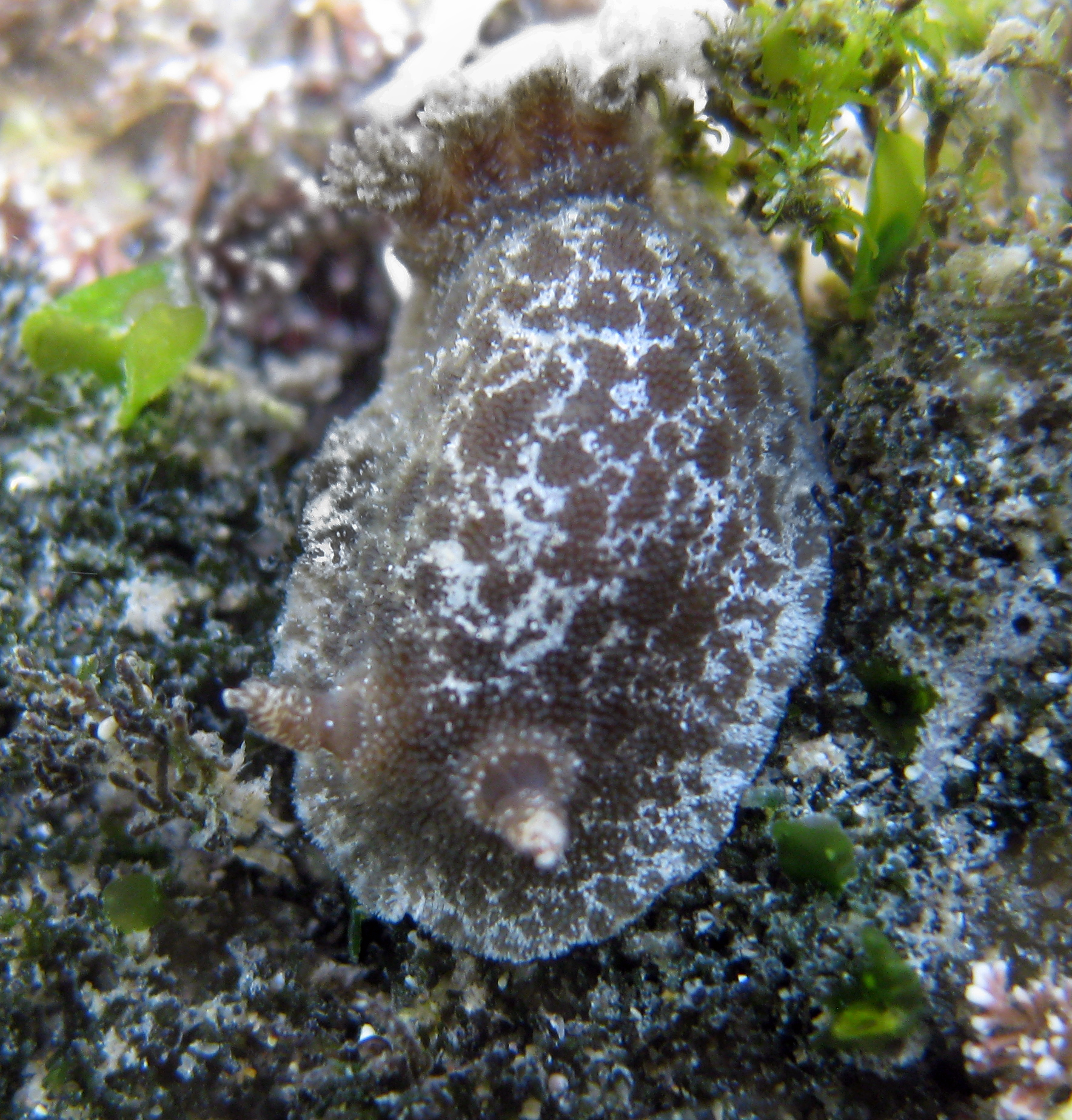
Jorunna pantherina
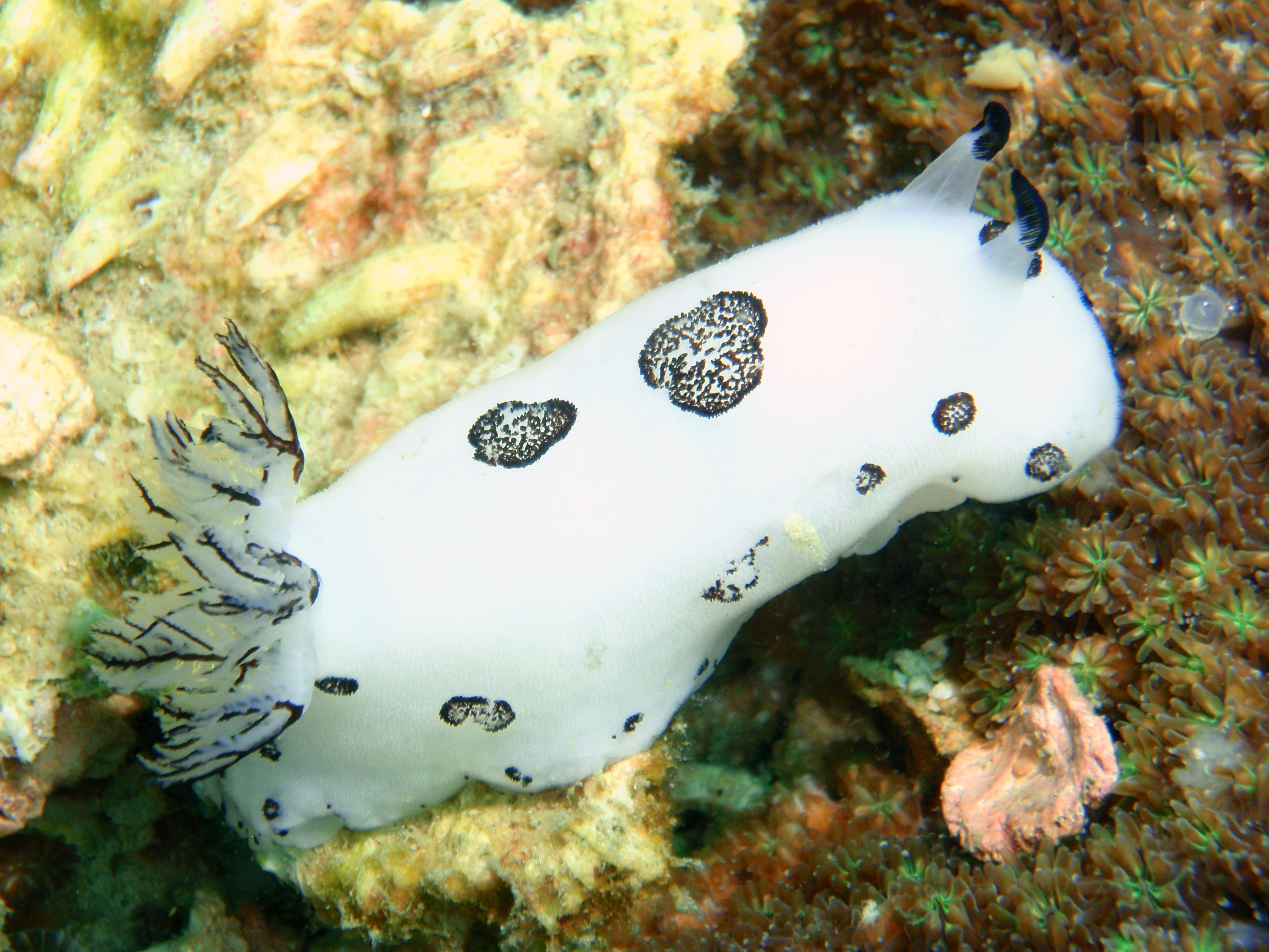
Jorunna funebris
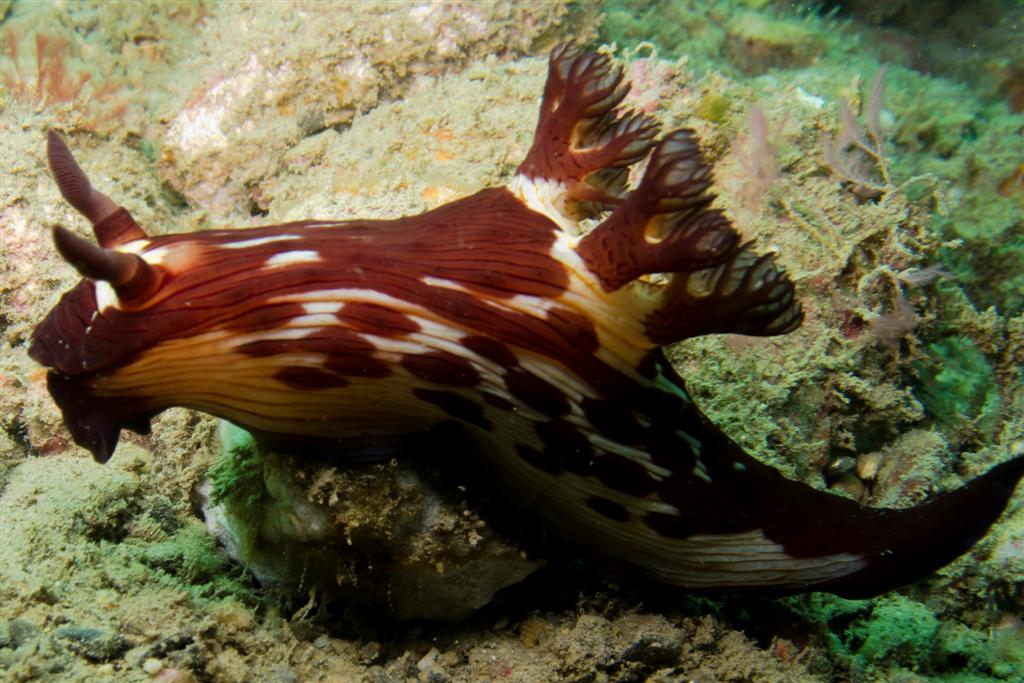
Jorunna rubescens
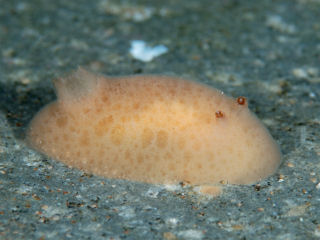
Jorunna tomentosa